# Fièvre de lait
 (décembre 2024).
Si vous disposez d'ouvrages ou d'articles de référence ou si vous connaissez des sites web de qualité traitant du thème abordé ici, merci de compléter l'article en donnant les références utiles à sa vérifiabilité et en les liant à la section « Notes et références ».

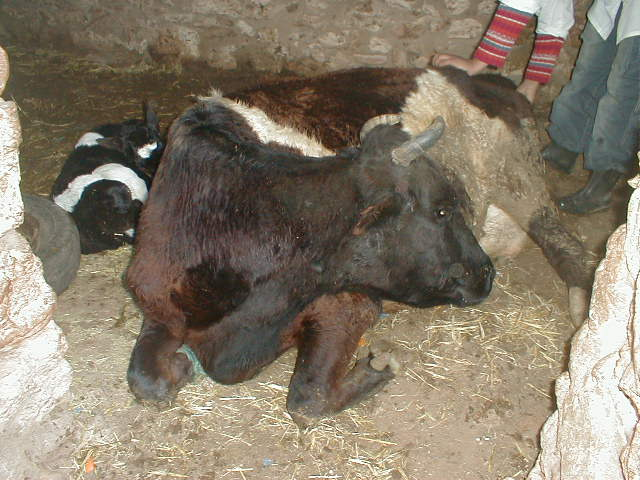
Posture typique de la fièvre de lait : vache en décubitus sterno-costal avec la tête tournée vers le flanc.

La fièvre de lait (également appelée fièvre vitulaire, hypocalcémie puerpérale ou post-partum, coma vitulaire ou parésie de parturition) est une maladie métabolique rencontrée chez les femelles mammifères, très fréquemment chez les vaches laitières grandes productrices. Chez la jument, elle est plus communément appelée tétanie de lactation. 
C'est une maladie métabolique qui se caractérise par une baisse du taux de calcium sanguin, le plus généralement juste avant ou quelques heures après la parturition (mise bas), accompagnée souvent d'une baisse de phosphore.
On retrouve peu de chiffres sur la fréquence de cette maladie, mais l'on peut noter que celle-ci est une maladie sporadique. Pourtant, sur certaines exploitations, on peut atteindre jusqu'à 30 % du cheptel touché.

## Facteurs de risque
Les facteurs prédisposant sont, outre la race (jersiaise plus sensibles), l'âge et la multiparité (le risque devient important au 3e vêlage), l'état d'engraissement et la nutrition dans la période qui précède la mise bas : les défauts d'apport en magnésium, ainsi que l'alcalose métabolique d'origine alimentaire provoquent un blocage de la sécrétion et de l'action de la parathormone (normalement activée quand la calcémie baisse). La poursuite d'un apport de calcium pendant le tarissement est aussi un facteur de risque car l'animal ne sait plus mobiliser le calcium dans ses réserves. Le bicarbonate de calcium et les excès de potassium dans la ration sont à proscrire pendant le tarissement ainsi qu'une alimentation trop riche par rapport aux besoins énergétiques. C'est pourquoi il est conseillé si c'est possible de séparer la vache du troupeau pendant cette période pour mieux maîtriser son alimentation. Une vache très productive est à surveiller car l'exportation de calcium est d'un seul coup extrêmement important. La baisse d'ingestion avant et après le vêlage est un facteur de risque important au moment où les besoins énergétiques de l'animal augmentent considérablement. Quand les premiers symptômes de fièvre de lait apparaissent, la baisse de l'appétit entraîne un cercle vicieux aggravant le déséquilibre métabolique. 

## Stades et symptômes

### Stade initial
Des troubles du comportement et de locomotion sont à noter. La vache devient alors inquiète, excitée et peut sortir la langue de sa bouche. Sa démarche est hésitante, et le risque de tomber est plus fréquent, notamment en salle de traite. 

### 2estade: décubitus sternal
La vache est active, mais demeure couchée, ne pouvant plus se relever. Les fécès sont normales, mais la température cutanée a tendance à diminuer. On observe aussi une baisse de la rumination de la part de l'animal touché et une perception de la conscience amoindrie.

### 3estade: décubitus latéral
La vache est toujours couchée, voire allongée sur le côté, la tête au sol. Elle ne répond à aucune stimulation (auditive ou tactile). La pupille de celle-ci est dilatée, signifiant alors une pathologie déjà très avancée. On constate aussi des ronflements, et la température est inférieure à 38 °C. Une météorisation peut aussi avoir lieu, à cause de la position couchée de l'animal. 
Une tachycardie survient à la fin du stade. La mort peut survenir à la suite d'un arrêt respiratoire ou d'une crise convulsive.

## Conséquences
Les conséquences sur l'animal sont une faiblesse musculaire généralisée et l'incapacité à se relever après la parturition, ainsi qu'une hypocalcémie. C'est pourquoi il est conseillé de couper l'apport minéral calcique dès le tarissement pour obliger l'animal à puiser dans ses réserves et ainsi éviter la fièvre de lait. Car cette maladie n'est autre qu'un blocage des éléments calciques. Maladie économique importante dans les troupeaux de vaches laitières, due principalement au blocage de la mobilisation du calcium osseux et digestif au moment de la transition tarissement / lactation, où la demande de calcium par la mamelle est brusquement augmentée. Dans plus de 70 % des cas, la pathologie récidive. Les conséquences peuvent aussi être une répercussion sur la production laitière future de la vache avec d'autres pathologies comme les mammites, la métrite ou l'infertilité. Le coût économique est important, surtout si la fièvre de lait n'est pas traitée dès les premiers signes. Une fièvre de lait subclinique, si elle n'est pas diagnostiquée ni traitée, peut avoir le même impact à long terme.

## La prévention
Comme beaucoup de maladies, la prévention de la fièvre de lait repose sur une bonne gestion de l’alimentation en fin de gestation sur le plan minéral. Dans la semaine voire le mois qui précède le vêlage, un apport en vitamine D et en chlorure de magnésium est recommandé, ainsi que de vitamine E et de sélénium. Le but est de rééquilibrer le pH dans le rumen qui a tendance à s'alcaliniser à proximité du vêlage. La maîtrise de l'équilibre cations-anions de la ration (BACA balance alimentaire cation anion) intervient dans la prévention de l'hypocalcémie post-partum. Des produits à base de plantes existent aussi. Il est parfois conseillé la première semaine après le vêlage de ne pas traire à fond pour ne pas exporter trop de calcium.

## Traitement
Si le cas est traité rapidement, la fièvre de lait reste une maladie peu mortelle, s'il n'y a pas de complications comme : 
- pneumonie ;
- mammite ;
- blessures aux membres.

Ces dernières années[Lesquelles ?], les cas simples diminuent, tandis qu'on observe une augmentation des cas comportant des facteurs autres que seulement l'hypocalcémie, comme cités ci-dessus. 
Il existe des traitements, à base de sel aussi appelés calcithérapie. En effet une perfusion de calcium et de chlorure de magnésium permet en général à l'animal de se rétablir dans les heures qui suivent. Le produit doit être administré dans une veine lentement et à température corporelle pour ne pas risquer de provoquer un arrêt cardiaque. Des bolus ou des bouteilles de calcium ou de phosphore peuvent aussi être suffisants dès le vêlage, mais c'est plus en prévention, pour les cas simples ou en complément de la perfusion. Une vache ne doit pas rester couchée plus d'une journée. L'état général peut se détériorer très rapidement. Si la vache ne se relève pas, il faut impérativement la faire changer de côté au moins deux fois par jour, la mettre dans un endroit tranquille loin des autres, à l'extérieur sur un terrain plat de préférence ou dans un box.